# Cesiomaggiore
Cesiomaggiore là một đô thị ở tỉnh Belluno trong vùng Veneto, có vị trí cách khoảng 80 km về phía tây bắc của Venice và khoảng 20 km về phía tây nam của Belluno. Tại thời điểm ngày 31 tháng 12 năm 2004, đô thị này có dân số 4.122 và diện tích 82,2 km².
Cesiomaggiore giáp các đô thị: Feltre, Gosaldo, Lentiai, Mezzano, Sagron Mis, San Gregorio nelle Alpi, Santa Giustina, Sospirolo, Transacqua.